# 電子悲劇/〜ENOLA
電子悲劇/~ENOLA（でんしひげき/エノラ）は、日本の音楽グループP-MODELの11枚目のアルバム。1997年11月29日に日本コロムビアより発売された。2009年10月11日にオンデマンドCDとして再発売し、2011年9月21日にはデジタルリマスタリングされた上、シングル「ASHURA CLOCK」「LAYER-GREEN」収録の計6曲が追加されて「電子悲劇/~ENOLA (+6)」として再発売されている。

## 概要
ドラムスの上領亘脱退後、三人体制となったP-MODELの初アルバム。P-MODELの作品としては珍しく、平沢進・小西健司が各4曲、福間創が3曲と、メンバー全員がバランスよく作曲している。
ハードディスクレコーダー(ローランド・VS-880)を導入し、タイでのレコーディングも行った。
当時の公式サイトでは「航海日誌」と称し、本作のレコーディングの模様やタイで行われたライブイベント「ASIA FOR THAILAND」出演までの様子が逐一更新された。
オリジナル版はCD-EXTRA仕様となっており、1997年に行われたライブ『非局所性LIVE』のダイジェスト映像と後述する物語が閲覧できる。
アメリカ最大の音楽レビューサイト、「Rate Your Music」の『史上最高の日本の音楽アルバム』にて16位となっている。

## 制作の背景
1996年10月に開催されたライブイベント「Branch-O」にて、メンバー各々がソロ活動を行い、最終的にメンバーが再び集結するプロジェクト「Unfix」を発表した。「Unfix#1」としてシングル『Rocket Shoot』、「Unfix#2」として上領亘ソロアルバム「鴉」を発表し、二作品が同時発売してプロジェクトはスタートした。
しかしながら、同年11月にLIQUIDROOMにて開催されたオールナイト・イベント「Unfix #3 コミュノ・ハイブリディア」にてメンバーが一時集結し、各々ソロでのパフォーマンスが行われる予定だったが、当日になり急遽平沢が欠席。不完全なままライブは行われたが、その後に予定していたライブイベント「Unfix #5 ススムとケンジ」も平沢の体調不良により公演中止となる。その後、1997年5月には所属していた事務所を退所し、個人事務所であるケイオス・ユニオンを設立。P-MODELもケイオスユニオンへ移籍となった。
本来であれば1997年3月にマキシ・シングルが発売される予定であり、その後「Unfix#7」ドラムレス・ツアー、「Unfix#8」で全国ツアーを迎えメンバーが集結する予定であったが、これにより「Unfix」プロジェクトは修正を余儀なくされた。
アルゴリズム（ドラムス）であった上領は、P-MODELの他に吉川晃司やTHE ENDSのサポートメンバーとしてライブツアーに帯同しており、ソロ活動としてのスケジュールの兼ね合いによりP-MODELを脱退することとなった。もし脱退をしなければ上領も今作に向けて楽曲を提供する予定だったことを明かしている。

## 物語について
マキシシングル『ASHURA CLOCK』、『LAYER-GREEN』より、「インターネット・オリエンテーション」と題し、リスナー参加型企画『レイヤー・グリーンの危機 -議定書(プロトコル)を探せ-』がスタートする。
この企画はP-MODELのメンバーとリスナーが主人公となったSF物語であり、本作はこの物語のサウンド・トラックのような内容になっている。楽曲のタイトルや歌詞も物語のキーワードや登場する人物や物体となっている。
シングル二作と本作はCDのデータ部に物語が書かれたHTMLファイルが収録されており、リスナーはストーリーに沿って、QuickTimeまたはShockWaveを用いた映像や謎解きゲームを楽しめる内容となっている。

### 物語に至るまでの経緯
前作『舟』、ライブツアー『電子舟訪日行脚』から引き続き「情報電子帆船P-MODEL号がサイバー・スペースへ旅に出る」というストーリーが続いている。
1996年10月、日比谷野外音楽堂にて行われたライブイベント『Branch-O』にて、P-MODEL号は"不定形巡航体制"に移行する事を発表。この公演をスタート地点として、各メンバーがそれぞれ分かれてソロ活動を行う『Unfix』プロジェクトが開始。
このプロジェクトはマキシ・シングル「Unfix#1 Rocket Shoot」から始まり「Unfix #8」として開催されるライブツアーにてメンバーが集結し終了する予定であった。
同年11月に新宿・LIQUIDROOMにて開催されたオールナイト・イベント「Unfix #3 コミュノ・ハイブリディア」にてメンバーが一時集結し、各々ソロでのパフォーマンスが行われる予定だったが、当日になり急遽平沢が欠席。不完全な状態で公演は行われたが、その後に予定していたイベント「Unfix #5 ススムとケンジ」も公演中止となる。
翌年の1997年にはメンバーの上領が航路を変更（脱退）した事を発表し、三人体制となった事で「Unfix」プロジェクトは計画を変更となる。「Unfix #8」がマキシ・シングル『ASHURA CLOCK』、「Unfix #9」が追加され、マキシ・シングル『LAYER-GREEN』となり、上述した物語へと変化していった。

### 物語のあらすじ

#### 『Unfix#1 Rocket Shoot』・『Unfix #3 コミュノ・ハイブリディア』
コミュノ・ハイブリディア島の電子部族との交流をしたP-MODEL号船員達。部族から電子の海洋に支流があることを聞く。船員達は各自で支流の調査を実施し、やがて「緑の領域」の存在について知る。

#### 『Unfix #8 ASHURA CLOCK』
「緑の領域」の調査を進めた船員達は、「緑の領域」がサイバー・スペースの楽園である「レイヤー・グリーン」であることが判明する。しかし、そこへ入るには「非線型方程式」を解かなければならなかった。これらを解析したP-MODEL号はレイヤー・グリーンへ突入するが、その際にトラブルが発生してしまう。トラブルによって「モノクロの丘」へと不時着した船員達は「5DEM」の導きによりレイヤー・グリーンを目指すのだった。
一方で振動性の病原体である「ENOLA」が突入時のトラブルによって誕生し、瞬く間にレイヤー・グリーンに蔓延してしまう。5DEMからは「ENOLA」の撃退法が記された「COOSHINプロトコルの書」を探してほしいと告げられる。

#### 『Unfix #9 LAYER-GREEN』
5DEMの導きにより様々な困難を乗り越えた船員達はレイヤー・グリーンに無事に到着。ここでは奇妙な部族が平和に暮らしていた。船員達は電子僧侶の使いの猿である「4DEM」と出会い、4DEMと共にレイヤー・グリーンを救う旅が始まった。「非局所性農民を訪ねよ」という5DEMの思念を取ったP-MODELと4DEMは農民の住む地域へタクシーで向かった。
しかし、タクシーは事故を起こしてしまい、タクシードライバーは死亡。このタクシードライバーは5DEM自身だったのである。

#### 『万国点検隊 非局所性緑色免疫団』
ENOLAの調査を進めていた船員達は、巨大な商用ネットワークを管理している「マクロソフト社」がENOLAを利用した人体実験の陰謀を知る。
マクロソフト社はENOLAを利用して全世界のコンピューターを自社製のホストパソコンへ従属させる計画を立てていた。マクロソフト社はP-MODELのデータベースに侵入し、社名を偽り旅行の案内状を送付。案内状を受け取った者達は「P-MODELにワクチンを届けよう」との触れ込みで「非局所性緑色免疫団」を結成し、インドネシア・バリ島を舞台に様々なイベントに参加することとなった。
様々な試練を乗り越えた免役団はENOLA予防薬を作製する事に成功。免役団全員が予防薬を服用して帰国していったが、数日後、免疫団全員がENOLAに感染していた事が判明する。

#### 『電子悲劇/~ENOLA』
死んでしまった5DEMの断片「Pragma」を集めた船員達はそこに書いてある文字を唱えれば5DEMは復活するとして、非局所性農民の住む村でキーワードを唱えた。
しかし、農民たちにもENOLAの症状が現れる。一刻も早く「COOSHINプロトコルの書」を探し出さなければいけない状況に陥ったP-MODELは、ある老人から「BLACK IN WHITE」に乗って「COLOR-ZERO」に行けばプロトコルの書が見つかると聞く。P-MODELはBlack in White船団とCOLOR-ZEROへ航海の旅へと出た。

### 補足
この物語は、シングル・アルバム・ライブの他、万国点検隊やインターネット上のやりとりでストーリーが繋がるという試みが行われた。
インターネット上の参加者は「オンライン・ヴォイジャー」と名付けられ、P-MODEL号も彼らを含む船団「Black in White船団」として物語が進んでいった。
ライブツアー『LIVE 電子悲劇』では、病原体ENOLAに侵されたレイヤーグリーンを救うプロトコルを探すため、P-MODEL号がCOLOR-7からCOLOR-0に向かうとの触れ込みでツアーが開始。ストーリーの結末はツアー最終日『LIVE電子悲劇 COLOR-0』でのみ説明されたため、ストーリーの全貌は不明であったが、2010年にP-MODEL30周年・ソロ20周年特設サイト「凝縮する過去 還弦主義8760時間」で閲覧できた（2020年9月現在、サイトは休止中となっている）。

## 楽曲解説
ENOLA
タイトルはALONE（孤独）の倒語。これとは別に「病」をテーマとしており、「レイヤーグリーンの危機」や「LIVE電子悲劇」でも病原菌の名として登場する。
HIDDEN PROTOCOL(release 2)
シングルバージョンにあったイントロのドラムが無くなっている他、間奏のドラムソロがステレオ再生される。
BOGY
サビ以外は福間が歌唱を担当している。
Rocket Shoot Ⅱ
シングルバージョン「Rocket Shoot」とはボーカルパートが大きく異なる。
ENN
メインボーカルは小西。平沢はサビの一部分で小西とは違う歌詞を同時に歌っている。
衛星ALONE
オーケストラル・マヌーヴァーズ・イン・ザ・ダークとクラフトワークのオマージュとなっており、福間が作り上げたデモを初めて聞いた際の小西の印象は「おぉOMD」だった。後にデモ音源は福間によってSoundCloudで公開されている。
LAYER-GREEN(ver.1.05 Gold)
シングルバージョンの間奏ではキーボードがメインであったが、こちらではギターがメインで演奏されている。
ASHURA CLOCK(Discommunicator)
シングルバージョンよりも若干短くなっている。
歌詞の一部に人身売買を連想させるフレーズがあり、レコード制作基準倫理委員会に指摘されたため当て字となっている。
福間の連絡ミスからギターソロ部分に歌詞を入れてしまったため、制作段階では幻の4番が存在した。
2010年に平沢ソロ作品としてリメイクされ、「突弦変異」に収録された。こちらは平沢の作曲とされている。
Black in White
ガムランをサンプリングしている。平沢は1996年末に体調を崩した後、休養でバリ島に行った際に影響を受けたと語る。
COLORS
オーケストラル・マヌーヴァーズ・イン・ザ・ダークのオマージュ。福間によると、平沢が福間に「OMDとか好き？」と訊いていた事がきっかけで、エレポップのようなものを作曲したと語る。

## 収録曲

### 全形態共通
- 全編曲：P-MODEL

| #   | タイトル                           | 作詞           | 作曲           |
| --- | ---------------------------------- | -------------- | -------------- |
| 1.  | 「ENOLA」                          | 平沢進         | 平沢進         |
| 2.  | 「HIDDEN PROTOCOL (release 2)」    | 小西健司       | 小西健司       |
| 3.  | 「BOGY」                           | 福間創・平沢進 | 福間創         |
| 4.  | 「Rocket Shoot Ⅱ」                 | 平沢進         | 平沢進         |
| 5.  | 「ENN」                            | 小西健司       | 小西健司       |
| 6.  | 「衛星ALONE (Satellite ALONE)」    | 福間創・平沢進 | 福間創         |
| 7.  | 「LAYER-GREEN (ver.1.05 Gold)」    | 平沢進         | 平沢進         |
| 8.  | 「Spiritus」                       | 小西健司       | 小西健司       |
| 9.  | 「ASHURA CLOCK (Discommunicator)」 | 平沢進         | 平沢進・福間創 |
| 10. | 「Black in White」                 | 平沢進         | 平沢進         |
| 11. | 「A Strange Fruit」                | -              | 小西健司       |

### 「電子悲劇/~ENOLA (+6)」のみ収録
| #   | タイトル            | 作詞           | 作曲           |
| --- | ------------------- | -------------- | -------------- |
| 12. | 「ASHURA CLOCK」    | 平沢進         | 平沢進・福間創 |
| 13. | 「COLORS」          | 福間創・平沢進 | 福間創         |
| 14. | 「HIDDEN PROTOCOL」 | 小西健司       | 小西健司       |
| 15. | 「LAYER-GREEN」     | 平沢進         | 平沢進         |
| 16. | 「BA-DA-DHA」       | 平沢進         | 平沢進         |
| 17. | 「AFFIRMATION」     | 小西健司       | 小西健司       |

## 参加ミュージシャン
- 平沢進 - ボーカル、ギター、キーボード
- 福間創 - ボーカル(「BOGY」)、System-1、バックグラウンド・ボーカル
- 小西健司 - ボーカル(「ENN」)、System-2、バックグラウンド・ボーカル
- Natthacha Yodsoongnern - ナレーション(「BOGY」)